# 7,5-cm-leichtes Infanteriegeschütz 18
Das 7,5-cm-leichtes Infanteriegeschütz 18 oder kurz leIG 18 war ein leichtes Infanteriegeschütz der Wehrmacht während des Zweiten Weltkrieges.

## Entwicklung und Produktion
In den 1920er Jahren reifte der Plan, den bislang in den 13. Kompanien der Infanterieregimenter der Reichswehr vorhandenen leichten Minenwerfer durch ein Infanteriegeschütz zu ersetzen. Infolgedessen entwickelte die Firma Rheinmetall in Düsseldorf, die schon den leichten Minenwerfer entworfen hatte, ab 1927 ein geeignetes Nachfolgemodell. Beginnend ab 1932, wurde das Geschütz als 7,5-cm-leichtes Infanteriegeschütz 18 bei der Reichswehr in Dienst gestellt. Es war mit seinen rund 400 kg Gewicht nötigenfalls auch im Mannschaftszug beweglich und hatte mit etwa 3,5 km eine genügende Schussweite, um plötzlich in Sichtweite auftauchende Ziele sofort bekämpfen zu können. Nach dem Versailler Friedensdiktat war die Entwicklung neuer Waffen in Deutschland untersagt. So wählte man die Bezeichnung 18 und täuschte damit vor, dass das Geschütz noch im letzten Kriegsjahr entwickelt worden sei und damit nicht unter das Verbot falle. Im Übrigen wurde die Einführung der Waffe auch ansonsten nach Kräften geheim gehalten: So lesen wir im „Deutschen Wehrkalender“ für das Jahr 1935, die Reichswehr habe keine Infanteriegeschütze. Hersteller war zunächst die Firma Rheinmetall, später waren es die Česká zbrojovka in Strakonice und die Habämfa in Halle und Ammendorf. Bei Kriegsbeginn im September 1939 hatte die Wehrmacht 2933 Stück in ihrem Bestand, es folgten 290 Stück im restlichen Jahr 1939, 850 Stück im Jahr 1940, 1115 Stück 1941, 1188 Stück 1942, 1965 Stück 1943, 2309 Stück 1944 und mindestens 589 Stück 1945, die Gesamtfertigung betrug daher über 11.000 Stück. Der Herstellungspreis des Geschützes betrug 6700 RM.

## Beschreibung
Das leIG 18 hatte einen niedrigen Aufbau mit einfacher Kastenlafette und ein relativ kurzes gezogenes Rohr (24 Züge). Das hydropneumatische Rohrrücklauf- und Vorholsystem lag in der Wiege unter dem Rohr. Das Geschütz besaß einen Kippverschluss und wurde ähnlich wie ein Schrotgewehr geladen. Dabei wurde das Rohrende über einen Hebel angehoben.
Um die Stabilität beim Abschuss des Geschützes zu gewährleisten, wurde der Holm mit einem Erdsporn versehen. Dieser grub sich beim Abschuss in die Erde. Zum Schutz der Besatzung war es mit einem Splitterschutzschild versehen. Dieser Schild bot indes lediglich Schutz gegen Beschuss aus Handwaffen und gegen Splitterwirkung.
Als Richtmittel diente das Rundblickfernrohr Z.E.34. Aufgrund der einstellbaren (Schiess-)Winkelgruppen ist das 7,5 cm leIG 18 in den Bereich der Haubitzen einzuordnen, da sowohl aus der oberen (Steilfeuer) als auch aus der unteren Winkelgruppe (Flachfeuer) geschossen werden konnte. Das Einstellen des seitlichen Richtbereiches, von ca. 11 Winkelgrad zu jeder Seite, erfolgte nicht wie bei anderen Geschützen durch Verdrehen der senkrechten Wiegeachse zur Radachse, sondern durch seitliches Verschieben der Geschützwiege parallel zur Radachse des Geschützes. Dieses geschah mittels Handrad über eine ins Achsgehäuse integrierte Zahnstange.
Eine bauliche Unterscheidung der Geschütze entstand durch die Art der Transportmöglichkeiten. Das Geschütz für den bespannten Pferdezug hatte eisenbeschlagene Holzspeichenräder; das Geschütz für den Kfz-Zug hatte gummibereifte Metallscheibenräder.
Auch im Gebirge oder bei Schnee konnte das leichte Infanteriegeschütz 18 transportiert werden. Dazu wurde dieses auf den Heeresschlitten (Hs. 3), welcher ab 1942 zur Verfügung stand, verlastet. Alternativ wurden sogenannte Skikufen bereitgestellt. Diese bestanden aus zwei Radkufen und einer Spornkufe und dienten zum Fortbewegen des leichten Infanteriegeschützes im tiefen Schnee. Zeitgleich zum Transport konnten die Kufen auch als Schießunterlage für das Geschütz genutzt werden. Oftmals wurden diese Kufen, durch zur Verfügung gestellte Zeichnungen, selbst angefertigt. Gezogen wurde das Geschütz dann durch die Soldaten selber.

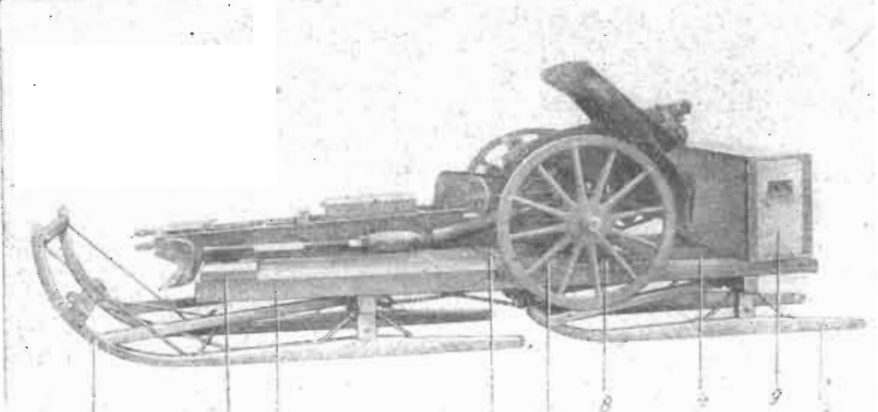
Das leichtes Infanteriegeschütz 18 auf dem Hs. 3
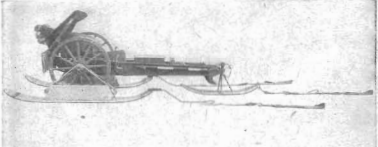
Das Infanteriegeschütz auf Skikufen

## Munition

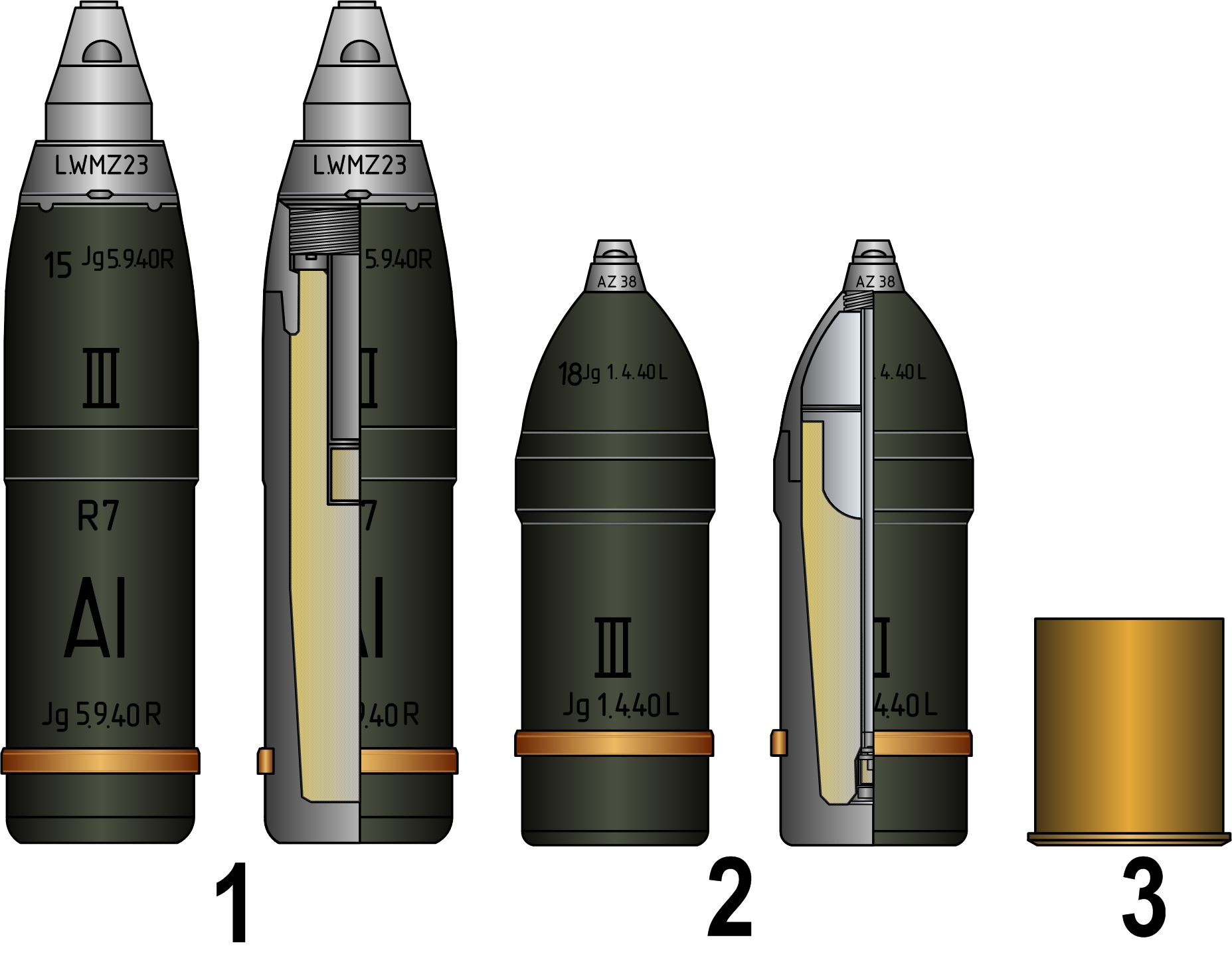
75-mm Munition für le.IG.18F, leIG 18F,
1=Sprenggeschoss, 2=Hohlladungsgeschoss, 3=Treibladungshülse/Kartusche

Bei der Munition handelte es sich um sogenannte "getrennte Munition". Hierbei sind Geschoss und Treibladung im Transportzustand voneinander getrennt und werden erst kurz von dem Laden des Geschützes zusammengeführt(-gesteckt). Das Geschossgewicht betrug 6 kg. Die Treibladung bestand aus fünf ringförmigen Teilladungen, welche in einer kurzen Kartusche (Treibladungshülse) untergebracht waren. Wie bei der großkalibrigen Artillerie üblich, konnten die Kanoniere, je nach gewünschter Schussweite oder Winkelgruppe, entweder alle fünf ("5.Ladung" = höchste Schussweite) oder nur eine, zwei, drei usw. (1. bis 4. Ladung") verwenden. Die Anzahl der verwendeten Teilladungen hatte direkten Einfluss auf die Geschossgeschwindigkeit. Diese betrug an der Rohrmündung bei "erster Ladung" 95 m/s und bei "5. Ladung" 221 m/s. Ebenso wie die Anzahl der verwendeten Teilladungen hatte natürlich auch die eingestellte Rohrerhöhung Einfluss auf die Reichweite. Diese betrug zwischen 500 und 3500 Meter. Die nicht verwendeten Teilladungen wurden dabei vor dem Aufstecken der Kartusche auf den Geschossboden einfach von Hand aus der Kartusche herausgenommen. Aus diesem Grunde erhielten die Geschützbedienungen eine artilleristische Grundausbildung. Eine gut gedrillte Geschützmannschaft erreichte eine Feuergeschwindigkeit von 8 – 10 Schuss/Minute.
Die wirksame Splitterverteilung der durch Drall stabilisierten Sprenggranate lag bei 20 Meter zu beiden Seiten, die wirksame Splitterreichweite ca. 60 Meter vom Aufschlagpunkt. Bei direkten Treffern konnten Feldbefestigungen und Deckungen mit bis zu einem Meter Erdabdeckung durchschlagen werden. Es existierten zwei unterschiedliche Varianten der Sprenggranate, einmal die Ing 18 und die Ing 38 (Ing = Infanteriegranate). Diese unterschieden sich in der Wirkladung. Sie enthielten entweder TNT/Aluminium (90/10) oder Amatol (40/60).

## Einsatz
Die leichten Infanteriegeschütze ersetzten seit ihrer Einführung (s. o.) die bis dahin in Gebrauch befindlichen leichten Minenwerfer in den 13. Kompanien eines jeden Infanterie-Regimentes, die fortan den Namen „Infanteriegeschütz-Kompanie“ (kurz: „IG-Kp.“) führte. Jede IG-Kp. hatte 6 leichte (2 je Infanterie-Bataillon) und 2 schwere Infanteriegeschütze je Regiment. Eine kriegsstarke IG-Kompanie bestand aus
- Kompaniechef, meist ein Hauptmann, beritten
- Kompanietrupp mit 1 Nachrichten-Unteroffizier, 3 Fernsprechern, 3 Meldern, 2 Vermessern, 2 Rechnern, 1 Entfernungsmeßmann, 1 Pferdehalter (beritten) und 1 vierspännigen Beobachtungswagen mit 2 Fahrern vom Sattel
- drei leichte IG-Züge mit je

- Zugführer (Leutnant oder Feldwebel), Stellungs-Unteroffizier, zwei Richtkreis-Unteroffiziere, 1 Entfernungsmeßmann, 1 Melder, 1 Pferdehalter, alle beritten, ferner 3 nicht berittene Fernsprecher und 1 Melder
- zwei leichte Infanteriegeschütze, jeweils vierspännig mit Protze und 2 Fahrern vom Sattel, einem berittenen Geschützführer (Unteroffizier) und 5 Mann Bedienung (Richtschütze, Ladeschütze und 3 Munitionsschützen), dazu eine Munitionsstaffel mit 2 vierspännigen Munitionsanhängern hinter Protzen mit je 2 Fahrern vom Sattel und 2 Munitionshelfern, die unberittenen Fernsprecher und Melder sowie die Geschützbedienungen saßen während des Marsches auf den Protzen,

- ein schwerer IG-Zug mit

- Zugführer und Zugtrupp (wie oben)
- zwei schweren Infanteriegeschützen, jeweils sechsspännig mit Protzen und drei Fahrern vom Sattel, je Geschütz 1 berittener Geschützführer und 6 Mann auf den Protzen aufgesessene Bedienung (Richtschütze, 2 Ladeschützen, 3 Munitionsschützen)
- Munitionsstaffel mit Staffelführer (Unteroffizier, beritten), 4 vierspännigen Munitionswagen (Protze und Munitionsanhänger), diese jeweils mit 2 berittenen Fahrern und 2 aufgesessenen Munitionsschützen

- Gefechtstroß mit Hauptfeldwebel (beritten), Sanitäts-, Waffen- und Feuerwerks-Unteroffizier (alle auf Fahrrad), einer großen Feldküche (zweispännig) mit Fahrer vom Bock und 2 Köchen, Fahnenschmied (beritten) mit Feldschmiedewagen (zweispännig) mit Fahrer vom Bock und 3 Beschlagschmieden,
- Verpflegungstroß mit Verpflegungs-Unteroffizier (beritten), Rechnungsführer und zwei Lebensmittel-/Futterwagen (zweispännig), jeweils mit Fahrer vom Bock und Wagenbegleiter[8]

Die ganze Infanteriegeschütz-Kompanie sollte damit 3–5 Offiziere, 25–30 Unteroffiziere und etwa 160 Mannschaften, 88 Zug- und 45 Reitpferde, 8 Geschütze, 15 sonstige bespannte Fahrzeuge und 6 Fahrräder umfassen, allerdings wurde diese Sollstärke häufig nicht erreicht.
Im Einsatz wurde die Kompanie häufig aufgeteilt und die 3 leichten IG-Züge direkt den 3 Bataillonen des Regiments unterstellt, der schwere IG-Zug blieb für besondere Aufgaben in der Reserve des Regiments. Wegen seiner geringen Mündungsgeschwindigkeit und seines geringen Schwenkbereiches (Kastenlafette!) war das leichte Infanterie-Geschütz zur Panzerabwehr nur eingeschränkt geeignet, bis zu 300 m Entfernung konnten leicht gepanzerte Ziele mit Sprenggranaten erfolgreich bekämpft werden. Für den Einsatz zur Panzerabwehr wurden in der zweiten Kriegshälfte Hohlladungsgranaten ausgegeben, mit denen bis zu 85 mm Panzerstahl durchschlagen werden konnten. Dies war zumindest ausreichend, um auch gegen mittlere Panzer akzeptable Erfolgschancen zu erhalten.
Während des Feldzuges gegen Polen hatten allerdings nur die bereits im Frieden vorhandenen Infanteriedivisionen der 1. Welle schwere Infanteriegeschütze, die neu bei Kriegsbeginn aufgestellten Divisionen der 2. bis 4. Welle hatten statt des schweren einen weiteren leichten IG-Zug. Dazu gab es in der schweren Kompanie der Aufklärungsabteilungen einen (motorisierten) Zug mit 2 leichten IG. Die Divisionen der ersten Welle hatten also insgesamt 20 leichte und 6 schwere IG, die der 2.–4. Welle 26 leichte IG.
Dies hatte sich auch bis zum Frankreichfeldzug im Mai 1940 nicht geändert, die mittlerweile aufgestellten Infanterie-Divisionen der 5. und 6. Welle hatten überhaupt keine Infanteriegeschütze, die der 7. und 8. Welle nur 4 leichte Infanteriegeschütze pro Infanterie-Regiment.
Erst bis zum Beginn des Russlandfeldzuges gelang es, die Infanterie-Divisionen auch der 2. bis 5. und der 7. bis 12. Welle mit IG-Kompanien in der Stärke der ersten Welle auszustatten, bei den neu aufgestellten Infanterie-Divisionen ab der 13. Welle fehlten weiterhin Infanteriegeschütze, allerdings waren diese Divisionen auch nur für Besatzungsaufgaben in Frankreich und Norwegen vorgesehen.
Im Laufe der Jahre 1942 und 1943 waren enorme Verluste an Mensch und Material zu verzeichnen, in der „Infanteriegeschütz-Kompanie neuer Art“ vom Dezember 1943 waren die leichten Infanteriegeschütze daher nur noch mit zwei Pferden bespannt, die schweren Infanterie-Geschütze sollten dagegen statt Bespannung Raupenschlepper Ost erhalten. Ab September 1944 war angeordnet, zwei Züge leichter Infanteriegeschütze durch 2 Granatwerferzüge (mit jeweils vier 12cm-Granatwerfer 42) zu ersetzen, der schwere Infateriegeschützzug kam in Fortfall. Immerhin waren Anfang März 1945 noch 2594 leichte Infanterie-Geschütze aller Art verfügbar.
Bei den Panzerdivisionen, leichten Divisionen und motorisierten Infanteriedivisionen waren auch die Infanteriegeschütz-Formationen motorisiert.
Bei den Panzerdivisionen waren die leichten Infanteriegeschütze in den meisten Fällen zugweise auf die Schützen- und Kradschützen-Bataillone verteilt, jeder derartige „Kraftfahrkampftruppen-Geschützzug“ hatte eine Sollstärke von 1 Offizier, 5 Unteroffizieren und 27 Mannschaften, 2 leichte Infanteriegeschütze, 4 Kräder, 2 mittlere PKW und drei Zugmaschinen für die 2 Infanteriegeschütze und einen Munitionsanhänger.
Die Infanterie- bzw. Schützenregimenter der motorisierten Infanteriedivisionen und leichten Divisionen hatten eine Infanteriegeschütz-Kompanie zu 8 leichten Infanterie-Geschützen, schwere Infanterie-Geschütze erhielten sie erst im Frühjahr 1941 vor Beginn des Russland-Feldzuges. Als Zugfahrzeuge für die leichten Infanteriegeschütze nutzte man die Krupp-Protze oder die 1to-Halbkettenzugmaschine Sd.Kfz. 10, wobei die Munition auf dem Zugfahrzeug verladen war. Daneben gab es auch den mittleren Einheits-PKW der Wehrmacht als Zugfahrzeug, in diesem Fall brauchte man einen PKW zum Ziehen des Geschützes und einen zum Ziehen eines Munitionsanhängers. Später war auch das Kettenkrad oder leichte LKW (1,5 to) in Gebrauch. Daneben gab es kurzzeitig 1941 bis 1942 das Sd.Kfz.251/4 als Abart des Schützenpanzerwagen Sd.Kfz. 251, das die Bedienungsmannschaft und 120 Schuss Munition unter Panzerschutz transportierte, wobei das leichte Infanteriegeschütz angehängt war.
Grundsätzlich sei an dieser Stelle nochmals betont, dass alle oben gemachten Angaben nur Anhalte sind, im Kriege hatte irgendwann jede Division ihre gesonderte Gliederung und Ausstattung, die auch je nach eingetretenen Verlusten und Auffrischungsmöglichkeiten variierte.
Einer der letzten Einsätze dieses Geschütztyps fand am 15. April 1945 durch Teile des Marine-Grenadier-Regiment 6 der 2. Marine-Infanterie-Division (Wehrmacht) bei den schweren Abwehrkämpfen bei Kirchboitzen im Raum Verden an der Aller statt. Das Geschütz dieses versprengten Truppenteils wurde dort, nach Verschuss der letzten Patrone, beim Rückzug von der eigenen Bedienungsmannschaft durch Sprengen unbrauchbar gemacht, damit es nicht vom Gegner erbeutet und evtl. weiter genutzt werden konnte.

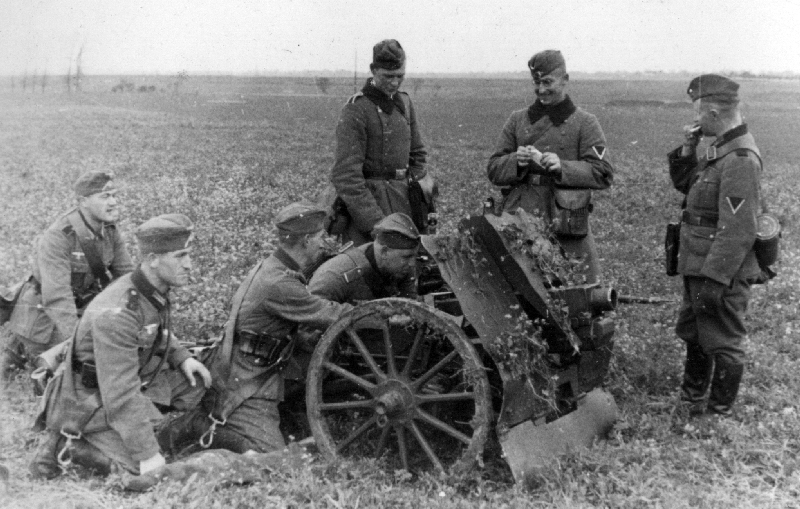
Ausführung mit Holzrädern für Pferdezug
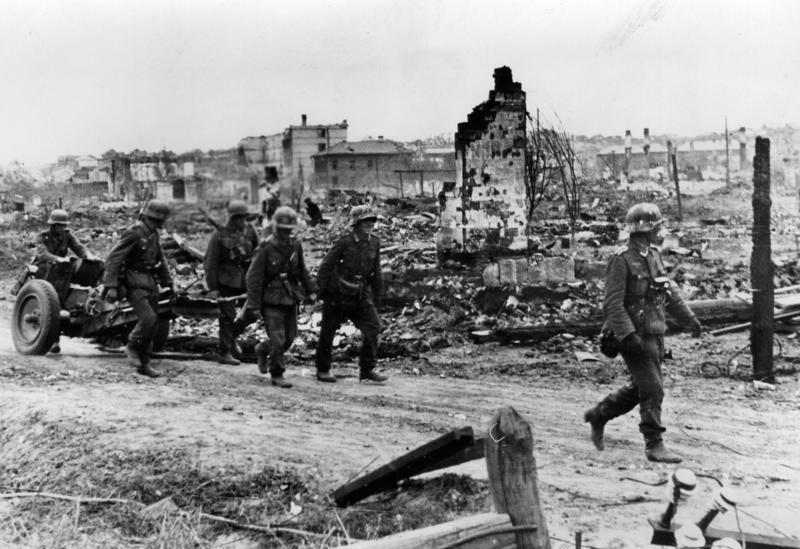
Geschützbedienung mit leIG 18
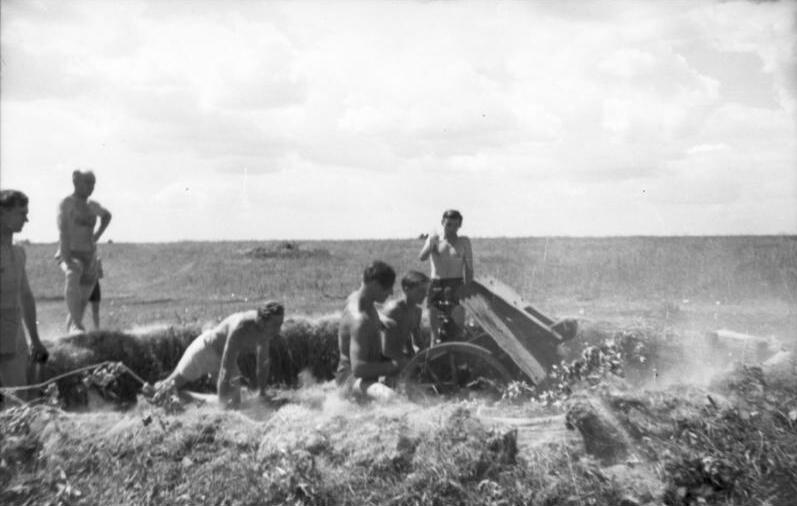
leIG 18 in Feuerstellung
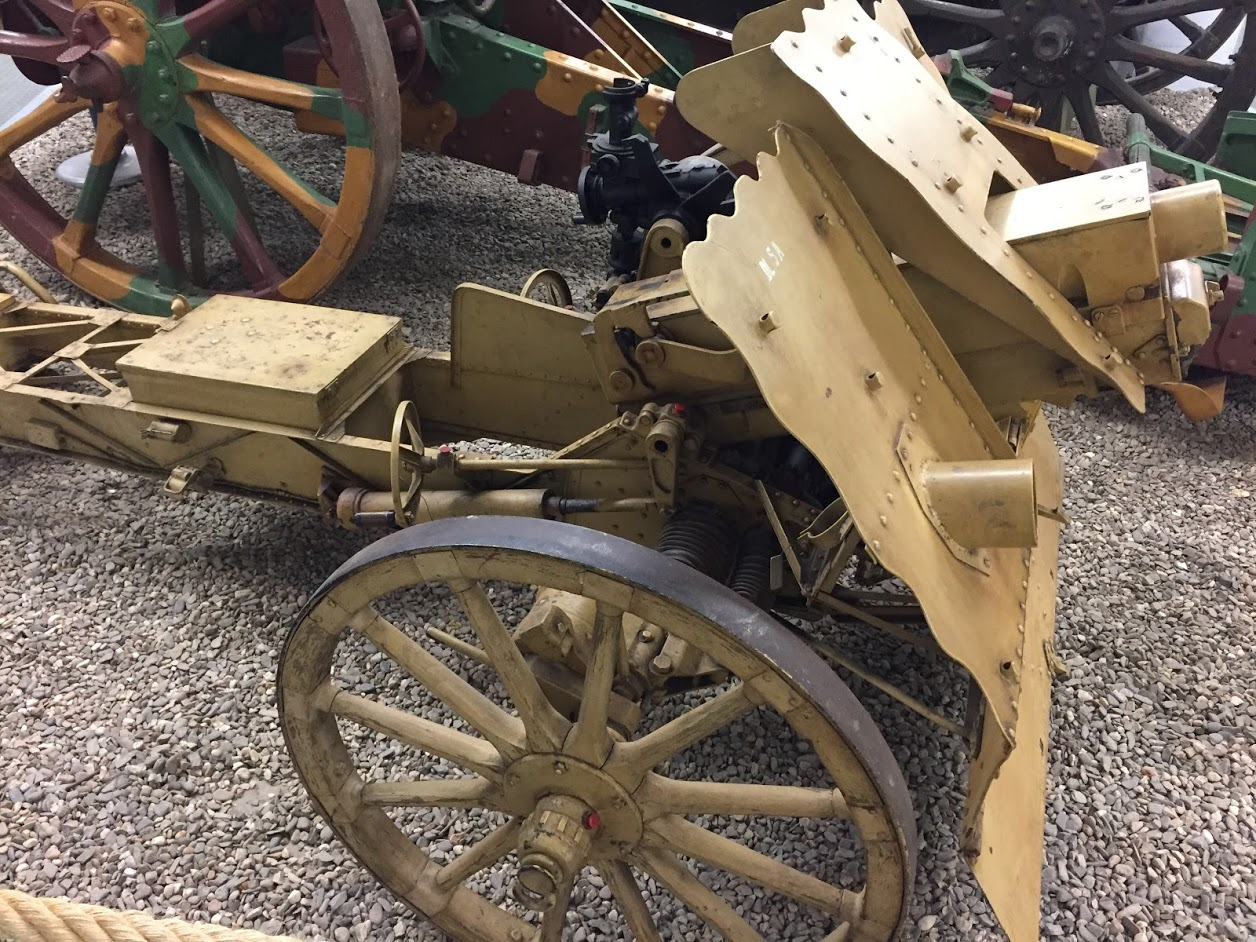
Das Infanteriegeschütz 18 in der Wehrtechnischen Studiensammlung Koblenz

## Varianten
Es wurden zwei in Teillasten zerlegbare Varianten für den Einsatz bei der Gebirgstruppe und den Fallschirmjägern geplant.

### 7,5-cm-leichtes Gebirgsinfanteriegeschütz 18
Die 1937 eingeführte Variante, war vom Geschütz her identisch. Allerdings wurde die Unterlafette völlig neu konzipiert. Eine Spreizlafette mit Rohrholmen, Leichtgewicht-Speichenrädern und der Verzicht auf einen Schutzschild ermöglichten eine deutliche Gewichtseinsparung. Durch die leichte Bauart bedingt, gab es ballistische Beschränkungen, gegenüber dem regulären Infanteriegeschütz. Das für die Gebirgsjäger gebaute 7,5-cm-leichtes Gebirgsinfanteriegeschütz 18 war in zehn (im Mannschaftstransport) oder sechs (Packtiertransport) Teillasten zerlegbar und konnte auch mit einer Schlittenlafette gefahren werden.

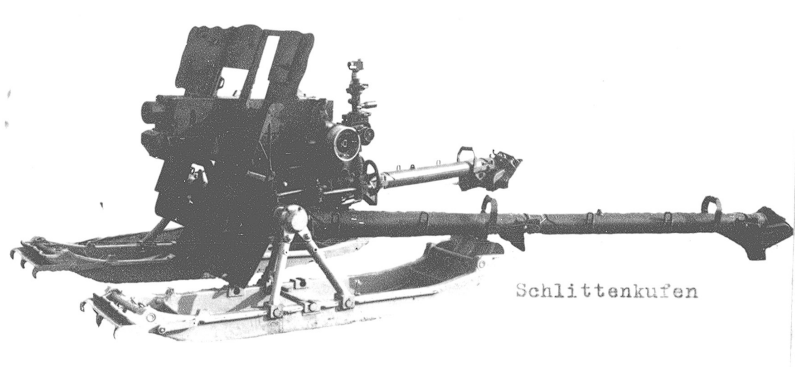
Geb. Inf. G. 18 auf Schneekufen
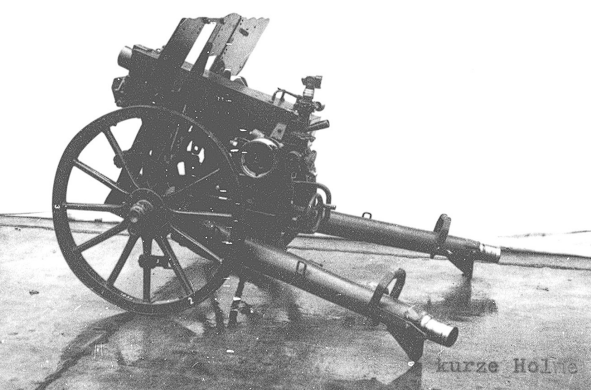
Geb. Inf. G. 18 mit kurzen Holmen
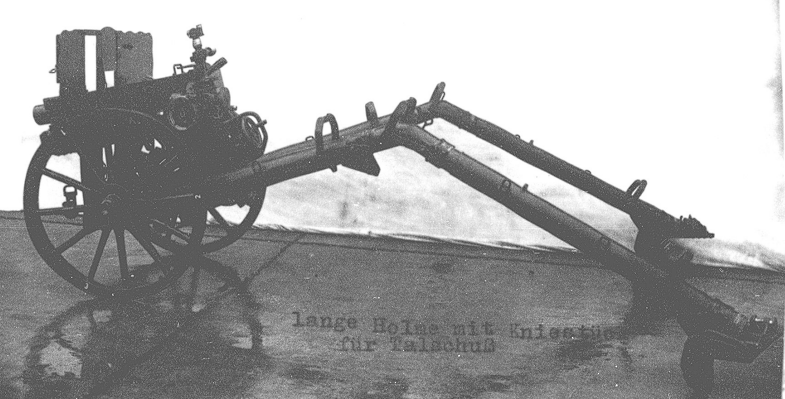
Geb. Inf. G. 18 Kniestücken für Talschuss

### 7,5-cm-leichtes Infanteriegeschütz 18F
Von dem für die Fallschirmjäger geplanten 7,5-cm-leichtes Infanteriegeschütz 18F wurden nur acht Stück gebaut und erprobt. Durch das Weglassen des Schutzschildes konnte eine Gewichtsreduzierung um 75 kg erreicht und das Geschütz in vier Abwurfbehältern mit dem Fallschirm abgeworfen werden. Insgesamt erwies es sich als unpraktisch und man gab die Herstellung zugunsten des LG 40 auf.

## Internationaler Vergleich, Bewertung
Dem le.IG 18 vergleichbare Waffen wurden auch in zahlreichen anderen Staaten erprobt.
Zur Einführung gelangte in Japan das Typ 92 70-mm-Infanteriegeschütz, von dem jedes Infanteriebataillon zwei Stück erhielt.
Auch in der Sowjetunion entwickelte man die vergleichbare 76-mm-Feldkanone 27 (76-мм полковая пушка обр. 1927 год), die indessen mit 6,7 km erheblich weiter schoss, aber mit ca. 600 kg Gewicht in Feuerstellung auch erheblich schwerer war. Auf deutscher Seite wurden diese Geschütze, wenn sie erbeutet wurden, vielfach anstelle des le.IG 18 unter der Bezeichnung 7,62-cm-IKH 290 (r) eingesetzt, Ende 1943 waren davon im Heer 1815 Stück vorhanden.
Alle anderen Staaten führten vergleichbare Waffen nicht ein, sondern stattdessen Granatwerfer mit Kalibern zwischen 50 und 160 mm.
Solange es noch nicht möglich war, mit brauchbaren Mitteln im Angriff den vorgeschobenen Artilleriebeobachter über Funk mit seiner Batterie zu verbinden, hatte die Waffe als unmittelbar dem örtlichen Infanterieführer unterstehend durchaus ihre Berechtigung. Bei der Einführung mag auch der Gedanke mitgespielt haben, den Formationen der Reichswehr (die nach dem Versailler Vertrag bewusst knapp mit Geschützen ausgestattet werden durften) möglichst viel Artillerie „versteckt“ mitzugeben, damit einzelne Regimenter auch losgelöst vom Divisionsrahmen noch über eigene Artillerie verfügten. Dennoch war das Geschütz mit seiner Kastenlafette und dem daraus resultierenden mangelnden Schwenkbereich für den Bewegungskrieg ab 1939 nur noch bedingt geeignet. Zwar schoss es erheblich weiter als der 8-cm-Granatwerfer 34, wog indessen in der Feuerstellung das Siebenfache und kostete in der Herstellung das Achtfache. Als daher die Westmächte ab etwa 1935 (und damit später als das Deutsche Reich) begannen, die Ausrüstung ihrer Streitkräfte zu modernisieren, war es möglicherweise eine weise Entscheidung, eine vergleichbare Waffe nicht einzuführen. Spät aufgestellte Großverbände waren statt mit Infanteriegeschütze mit 120 mm Mörsern in Werferkompanien oder direkt den Bataillonen in einem Zug der 4./Kompanie unterstellt ausgestattet.